# 金山町立菅田小学校新田分校
金山町立菅田小学校新田分校（かなやまちょうりつ すがたしょうがっこう　しんでんぶんこう）は、かつて岐阜県益田郡金山町（現・下呂市）に存在した公立小学校の分校。

## 概要
- 菅田小学校の分校であった。
- 新田分校が存在した笹洞新田地区は、現在の下呂市金山町菅田笹洞の北部の集落[注釈 2]であり、馬瀬川支流の横谷川の最上流部に位置する。
- 跡地は第四区公民館となっている。

## 沿革
- 1920年（大正9年） - 武儀郡菅田町大字笹洞字新田に菅田尋常高等小学校新田分教場として開校。校舎は木造平屋建を新築[注釈 3]。
- 1941年（昭和16年）4月1日 - 菅田国民学校新田分教場に改称する。
- 1947年（昭和22年）4月1日 - 菅田町立菅田小学校新田分校に改称する。
- 1955年（昭和30年）3月1日 - 武儀郡金山町、菅田町、益田郡下原村、郡上郡東村が合併し、益田郡金山町が発足。同時に金山町立菅田小学校新田分校に改称する。
- 1973年（昭和48年） - 廃校。